# Каструп (аэропорт)
Каструп (дат. Kastrup) — аэропорт Копенгагена, является самым крупным аэропортом Дании. Построен в 1925 году. Расположен в коммуне Торнбю — муниципалитете на острове Амагер, в 8 км к юго-востоку от центра Копенгагена.

## Основные сведения
В 2019 году аэропорт обслужил 30,3 млн. пассажиров (число росло непрерывно с конца 2000-х годов до 2019 года. После начала пандемии коронавируса число пассажиров уменьшилось до 7,5 млн, но с тех продолжает рост и в 2022 году составило 20,1 млн человек.
Каструп является крупнейшим аэропортом в Скандинавии и семнадцатым по размеру в Европе. Используется Scandinavian Airlines System (SAS) как основной аэропорт компании. В прошлом основной аэропорт датской компании Sterling Airlines. Аэропорт обслуживает 59 авиакомпаний, имеет рейсы в 191 пункт.
Сегодня аэропорт состоит из трёх терминалов: Терминал 1 для внутренних рейсов и терминал 2 и 3 для международных рейсов.
Первоначальное здание терминала «Деревянный замок» в 1939 году было заменено новым, построенным по проекту архитектора Вильгельма Лауритцена (Vilhelm Lauritzen), после чего название аэропорта было изменено с Каструп Аэропорт на Аэропорт Копенгагена. Старое здание было решено сохранить. 17—19 сентября 1939 года оно было перенесено на 3,8 км западней, что позволило освободить восточную часть Каструпа и вести расширение аэропорта в этом направлении.

## Терминалы

### Терминал 1
Терминал 1, построенный в 1969 году, состоит из семи смежных павильонов, которые называются «семь малых домов». Последняя пристройка к нему, зал 6, разработанный архитекторами KHR, был открыт в 1989 году. Новый подход к терминалу 2 был открыт в октябре 2006 года.
Терминал 1 используется для внутренних рейсов:
- Danish Air Transport (Борнхольм)
- SAS (Ольборг, Орхус)

### Терминал 2

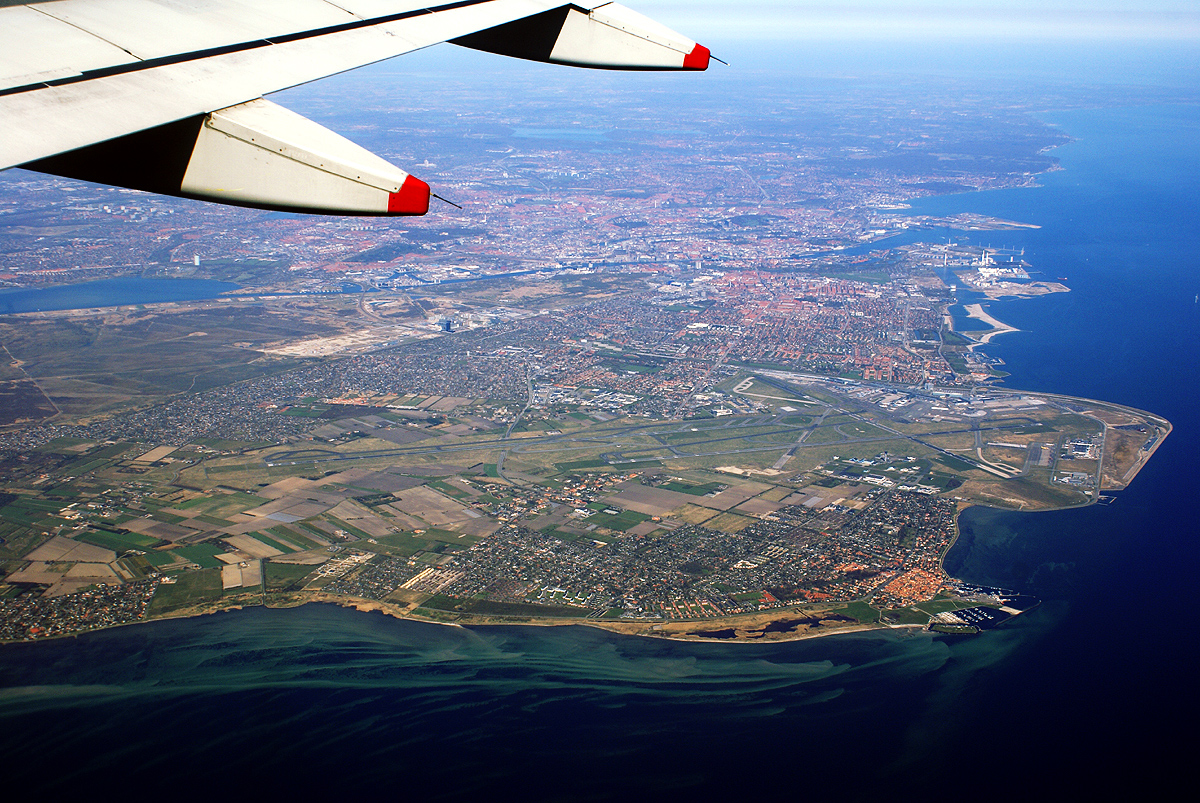
Вид аэропорта с высоты птичьего полёта

Терминал 2 был построен в 1964 году и служил исключительно в качестве терминала для международных рейсов до 1999 года, когда был открыт Терминал 3. В связи со строительством терминала 2 в 1960-е годы была установлена скульптура «четыре ветра».
Терминал 2 используются следующими авиакомпаниями:
- Air France (Париж (Шарль-де-Голль))
- Air Greenland (Кангерлуссуак, Нарсарсуак)
- Atlantic Airways (Фарерские острова)
- Austrian Airlines (Вена)
- British Airways (Лондон (Хитроу))
- Brussels Airlines (Брюссель)
- Bulgaria air (София)
- Bulgarian air charter (Бургас, Варна)
- Croatia Airlines (Загреб)
- Delta Air Lines (Атланта)
- EasyJet (Берлин-Шёнефельд, Лондон (Станстед), Милан)
- Finnair (Хельсинки)
- Iberia Airlines (Малага, Мадрид)
- Icelandair (Рейкьявик)
- Iran Air (Тегеран (Мехрабад))
- Israir (Тель-Авив)
- Jet Air (Быдгощ)
- KLM (Амстердам)
- LOT Polish Airlines (Варшава)
- Middle East Airlines (Бейрут)
- Norwegian Air Shuttle (Аликанте, Малага, Ницца, Осло, Стокгольм-Арланда, Варшава)
- Novair
- Onur Air (Стамбул, Анталия)
- Pakistan International Airlines (Исламабад, Лахор)
- Pegasus (Стамбул)
- Swiss International Air Lines (Цюрих)
- Syrian Arab Airlines (Дамаск)
- TAP Portugal (Лиссабон)
- Turkish Airlines (Анкара, Стамбул, Кайсери, Конья)

### Терминал 3
Новейший терминал Аэропорта был построен в 1998 году. Кроме того он также действует как железнодорожная станция, на которую прибывают поезда с путешественниками из других районов Дании или Швеции через Эресуннский мост. С октября 2007 года стало возможным прибыть в Терминал 3 на копенгагенском метро (линия M2), станция которого находится в северной части терминала. Терминал 3 служит основным терминалом SAS и большинства авиакомпаний, использующих SAS Ground Service. Здание прибытия в форме крыла и отель «Hilton Copenhagen Airport» были построены по проекту Вильгельма Лауритцена.
Терминал 3 используются следующими авиакомпаниями:
- airBaltic (Рига, Таллинн, Тампере)[4]
- Lufthansa (Франкфурт, Мюнхен)
- Scandinavian Airlines System (Абердин, Амстердам, Афины, Бангкок, Барселона, Пекин, Берген, Берлин-Тегель, Бирмингем, Брюссель, Чикаго, Дели, Дублин, Дюссельдорф, Франкфурт, Гданьск, Женева, Гётеборг, Гамбург, Ганновер, Хельсинки, Киев, Калининград, Кангерлуссуак, Кристиансанн, Лондон-Сити, Лондон-Хитроу, Мадрид, Манчестер, Милан, Москва, Мюнхен, Ньюарк Либерти, Ницца, Осло, Паланга,Париж, Познань, Рейкьявик, Рим-Фьюмичино, Сан-Франциско, Санкт-Петербург, Сиэтл-Такома, Ставангер, Стокгольм-Арланда, Штутгарт, Тампере, Токио-Нарита, Турку, Венеция, Варшава, Вена, Вашингтон-Даллес)
- Singapore Airlines (Сингапур)
- Skyways Express (Карлстад, Линчёпинг, Эребру, Норрчёпинг)
- Thai Airways (Бангкок)
- Widerøe (Саннефьорд, Ставангер, Тронхейм)

## CPH Go
В октябре 2008 года Аэропорт Копенгагена сообщил, что для большего привлечения дешёвых авиакомпаний и снижения стоимости авиабилетов, он планирует строительство ещё одного терминала — CPH Go. Предполагаемая пропускная способность от 6 млн. пассажиров. Терминал открылся 31 октября 2010 года.

## Владение
С 1992 года аэропортом Копенгагена владеет ОАО «Аэропорты Копенгагенаen» (владеет также аэропортом Роскилле). 40% компании принадлежит государству, но оно регулирует сборы. крупным акционером также является австралийский Macquarie Airports.